# Joan Prenafeta i Puig
Joan Prenafeta i Puig (El Vilosell, 2 d'agost de 1752 - Lleida, 16 de maig de 1833) fou un organista i compositor lleidatà.

## Biografia
Fou deixeble del compositor aitonenc Antoni Sala, mestre de capella de la Catedral Nova de Lleida, i ocupà la plaça d'organista de l'església de Sant Joan, de la capital del Segrià, passant l'any 1781, amb la jubilació de Sala, va ser nomenat mestre de capella de la catedral de Lleida. A causa de la seva fràgil salut es veié obligat a renunciar al càrrec l'any 1793. El 1806 en mossèn Joan ocupà interinament la plaça d'organista fins que restà definitivament coberta per Joan Ariet, quedant relegat en Joan Prenafeta a segon organista fins a la seva mort.
Deixà diverses, Misses a gran orquestra, unes Antífones a Sant Pau i uns Nocturns als Dolors de Maria.